# Drulia uruguayensis
Drulia uruguayensis är en svampdjursart som beskrevs av Bonetto och Ezcurra de Drago 1969. Drulia uruguayensis ingår i släktet Drulia och familjen Metaniidae.
Artens utbredningsområde är havet utanför Brasilien. Inga underarter finns listade i Catalogue of Life.